# داني توريس (لاعب كرة قدم)
داني توريس (بالإسبانية: Dani Torres)‏ هو لاعب كرة قدم إسباني في مركز الدفاع، ولد في 14 فبراير 1984 في قرطبة في إسبانيا. لعب مع ريال جيان.

## وصلات خارجية
- داني توريس على موقع قاعدة بيانات كرة القدم.إي يو (الإنجليزية)
- داني توريس على موقع Soccerway.com (الإنجليزية)
- داني توريس على موقع AS.com (الإسبانية)